# Goti
Goti is een bestuurslaag in het regentschap Padang Sidempuan van de provincie Noord-Sumatra, Indonesië. Goti telt 1442 inwoners (volkstelling 2010).